# Pierre de Montesquiou d’Artagnan

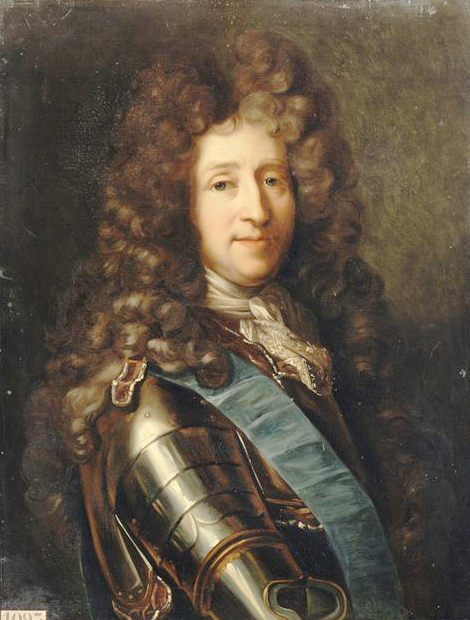
Pierre de Montesquiou, Comte d’Artagnan, (Gemälde von Sophie Bresson-Rochard, Museum Schloss Versailles)

Pierre de Montesquiou d’Artagnan, Comte d’Artagnan, (* 1640; † 12. August 1725 in Plessis-Picquet) war ein französischer Militär und Marschall von Frankreich.

## Leben
Er war der vierte Sohn von Henri I. de Montesquiou, Seigneur d’Artagnan, und Jeanne de Gassion, der Schwester von Jean de Gassion, und Cousin von Charles d’Artagnan de Batz-Castelmore, dem Vorbild d’Artagnans, der literarischen Figur von Alexandre Dumas. 
Pierre de Montesquiou wurde 1655 auf die Schule der Oratorianer (Académie Royale de Juilly) geschickt und 1660 Page des Kardinals Mazarin sowie 1664 königlicher Page. Er war dreiundzwanzig Jahre lang Musketier im Régiment des Gardes françaises. 1667 kämpfte er in den Niederlanden gegen den Bischof von Münster, 1668 nahm er unter Louis II. de Bourbon, prince de Condé an den Belagerungen von Tournai, Douai, Lille und Besançon teil. 1672 nahm er an der gescheiterten Eroberung der Niederlande durch Ludwig XIV. teil und kämpfte 1674 in der Schlacht bei Seneffe. Er kommandierte ab 1678 eine Kompanie, wurde 1688 Brigadier des armées du roi, 1691 Maréchal de camp und 1696 zum Lieutenant-général ernannt. Im Pfälzischen Erbfolgekrieg nahm er 1690 an der Schlacht bei Fleurus, 1692 an der Schlacht bei Steenkerke, der Belagerung von Namur und 1693 an der Schlacht bei Neerwinden teil. Der König machte ihn 1693  zum Gouverneur von Arras und Lieutenant-général von Artois und übertrug ihm ein Infanterieregiment. 1698 verließ er das Régiment der Gardes françaises und erhielt vom König Logis im Schloss von Versailles, dazu verschiedene Pensionen, die es ihm ermöglichten, 1699 das Schloss von Plessis-Picquet zu erwerben. Am Hof stand er auf gutem Fuß mit Madame de Maintenon und dem Herzog und der Herzogin von Maine. Er kämpfte in Flandern im Spanischen Erbfolgekrieg, eroberte 1705 Diest, kämpfte in der Schlacht bei Ramillies (1706) sowie der Schlacht bei Oudenaarde (1708) und kommandierte den Angriff auf das Rote Fort bei der Belagerung von Gent (1708), was ihm die Ernennung zum Herrn von Pont-à-Marcq  einbrachte. Er eroberte 1709 die Festung Warneton und machte dabei 800 Gefangene. Seine herausragende Rolle in der Schlacht bei Malplaquet, in der er verwundet wurde und drei Pferde unter ihm getötet wurden, hatte großen Anteil daran, dass ein geordneter Rückzug gelang; infolgedessen wurde er am 15. September 1709 zum Marschall von Frankreich ernannt. Ursprünglich wollte er sich Marschall von Montesquiou nennen (nach dem Namen, den er von seinem Vater geerbt hatte), doch scheiterte dies am Widerstand Condés, der nicht wollte, dass so der Name des Mörders seines Großvaters, Louis I. de Bourbon, prince de Condé, geehrt würde. So war er am Hof als Marschall d’Artagnan bekannt. Als er aufgrund von notwendigen Umbaumaßnahmen am Schloss 1709 in finanzielle Schwierigkeiten geriet, beglich nach Intervention Madame de Maintenons der König seine Schulden. 1712 kämpfte er unter Marschall Villars in der für Frankreich siegreichen Schlacht bei Denain. Von 1716 bis 1720 war er als Kommandant in der Bretagne an der Niederschlagung eines Aufstands beteiligt (Pontcallec-Verschwörung). Im Oktober 1720 wurde er Kommandant im Languedoc, der Provence und den Cevennen.
De Montesquiou heiratete als kinderloser Witwer im Jahr 1700 die über dreißig Jahre jüngere Élisabeth l’Hermite d’Hiéville. Gemälde seiner Hochzeit von Nicolas de Largillière finden sich im Museum von Arras. 1701 wurde ein Sohn, Louis de Montesquiou, geboren, der 1717 als Oberst der Infanterie starb. Eine Tochter starb noch als Kind. De Montesquiou selbst starb auf seinem Schloss. Sein Grab in der Dorfkirche des angrenzenden Ortes verschwand während der Französischen Revolution. Das Schloss fiel an seinen Neffen, Paul d’Artagnan, und blieb bis 1755 im Besitz der Familie.